# Cifrado de autoclave
Un cifrado de autollave (también conocido como cifrado de autoclave) es un cifrado que incorpora el mensaje (el texto sin formato) en la clave. Hay dos formas de cifrado de clave automática: clave de autollave y cifrado de flujo automático. Un cifrado clave-autollave automática utiliza miembros anteriores del flujo de claves para determinar el elemento siguiente en el flujo de claves. Una tecla de texto-autollave utiliza el texto de mensaje anterior para determinar el elemento siguiente en el flujo de claves.
En la criptografía moderna, los cifrados de flujo auto-sincronizables son cifrados de clave automática.

## Historia
El primer cifrado de autollave fue inventado por Girolamo Cardano y contenía un defecto fatal. Como muchos cifrados de autollave, utilizó el texto plano para cifrarse a sí mismo; Sin embargo, como no había ninguna clave adicional, no es más fácil para el destinatario leer el mensaje que cualquier otra persona que sepa que se está utilizando el cifrado. Un cierto número de intentos fueron hechos por otros criptógrafos para producir un sistema que no era ni trivial para romper ni demasiado difícil para el receptor deseado para descifrar. Eventualmente uno fue inventado en 1564 por Giovan Battista Bellaso usando una "mesa recíproca" con cinco alfabetos de su invención y otra forma fue descrita en 1586 por Blaise de Vigenère con una tabla similar recíproca de diez alfabetos.
Una forma popular de autokey comienza con una tabula recta, un cuadrado con 26 copias del alfabeto, la primera línea comenzando con 'A', la siguiente línea empezando por 'B', etc., como la anterior. Para cifrar un texto plano, se localiza la fila con la primera letra a cifrar y la columna con la primera letra de la clave. La letra donde la línea y la columna cruzan es la letra del texto cifrado.
Giovan Battista Bellaso utilizó la primera letra de cada palabra como una cartilla para comenzar su autokey del texto. Blaise de Vigenère utilizó como primer una letra única acordada del alfabeto.
La clave de autokey utilizada por los miembros de la American Cryptogram Association es la forma en que se genera la clave. Comienza con una palabra clave relativamente corta, y agrega el mensaje a ella. Así que si la palabra clave es "QUEENLY", y el mensaje es "ATTACK AT DAWN", la clave sería "QUEENLYATTACKATDAWN"
Texto en texto plano: ATTACK AT DAWN ...
Clave:                        QUEENL YA TTACK EN ALBA ...
Texto cifrado:             QNXEPV YT WTWP ...
El mensaje de texto cifrado sería por lo tanto "QNXEPVYTWTWP".

## Criptoanálisis
Utilizando un ejemplo de mensaje "meet at the fountain" encriptado con la palabra clave "KILT":
Plaintext:  MEETATTHEFOUNTAIN (desconocido)
Clave:      KILTMEETATTHEFOUN (desconocido)
Cifrado:    WMPMMXXAEYHBRYOCA (conocido)
Intentamos palabras comunes, bigramas, trigramas, etc. en todas las posiciones posibles en la clave. Por ejemplo, "THE":
Cifrado:   WMP MMX XAE YHB RYO CA
Clave:      THE THE THE THE ..
Mensaje: DFL TFT ETA FAX YRK ..
Texto cifrado:        W MPM MXX AEY HBR YOC A
Clave:                   THE THE THE THE.
Texto sin formato: TII TQT HXU OUN FHY.
Cifrado:                WM PMM XXA EYH BRY OCA
Clave:                  THE THE THE THE ..
Texto en claro: ..  WFI EQW LRD IKU VVW
Se clasifican los fragmentos de texto en orden de probabilidad:
Improbable <------------------> Probable
EQW DFL TFT ... ... ... ... ETA OUN FAX
Sabemos que un fragmento de texto correcto también aparecerá en la clave, desplazada a la derecha por la longitud de la palabra clave. Del mismo modo nuestro fragmento de clave adivinado ("THE") también aparecerá en el texto plano desplazado a la izquierda. Así que al adivinar las longitudes de palabras clave (probablemente entre 3 y 12) podemos revelar más texto claro y clave.
Tratar esto con "OUN" (posiblemente después de perder algún tiempo con los demás):
Cambio por 4:
Cifrado:                  WMPMMXXAEYHBRYOCA
Clave:                     ETA.THE.OUN
Texto en claro: ...... The.OUN.AIN
Cambio por 5:
Cifrado:               WMPMMXXAEYHBRYOCA
Clave:                  EQW..THE..OU
Texto en claro     THE..OUN..OG
Cambio por 6:
Cifrado:            WMPMMXXAEYHBRYOCA
Clave:              ... TQT ... EL ... O
Texto en claro: ... THE ... OUN ... M
Vemos que un cambio de 4 se ve bien (ambos de los otros tienen improbables Qs), por lo que cambiar el revelado "ETA" por 4 en el texto claro:
Cifrado:            WMPMMXXAEYHBRYOCA
Clave:              ..LTM.ETA.THE.OUN
Texto en claro: ..El.UNE.UN
Tenemos mucho para trabajar ahora. La palabra clave es probablemente de 4 caracteres de largo ("..LT"), y tenemos algunos de los mensajes:
M.ETA.THE.OUN.AIN
Debido a que nuestras suposiciones de texto claro tienen un efecto en los caracteres de la tecla 4 a la izquierda, recibimos retroalimentación sobre conjeturas correctas / incorrectas, de modo que podemos rellenar rápidamente las brechas:
MEETATTHEFOUNTAIN
La facilidad del criptoanálisis es gracias a la retroalimentación de la relación entre texto claro y clave. Una suposición de 3 caracteres revela 6 caracteres más, que luego revelan más caracteres, creando un efecto en cascada, permitiéndonos descartar conjeturas incorrectas rápidamente.
- Datos: Q1989639